# Ярошув (Сілезьке воєводство)
Ярошув (пол. Jaroszów) — село в Польщі, у гміні Жарки Мишковського повіту Сілезького воєводства.
Населення — 213 осіб (2011).
У 1975-1998 роках село належало до Ченстоховського воєводства.

## Демографія
Демографічна структура станом на 31 березня 2011 року:
|          | Загалом | Допрацездатний вік | Працездатний вік | Постпрацездатний вік |
| -------- | ------- | ------------------ | ---------------- | -------------------- |
| Чоловіки | 104     | 27                 | 71               | 6                    |
| Жінки    | 109     | 25                 | 56               | 28                   |
| Разом    | 213     | 52                 | 127              | 34                   |